# Matteo da Salerno
Matteo da Salerno, a volte detto Matteo d'Aiello (Salerno, ... – Palermo, 21 luglio 1193), è stato un funzionario e politico italiano della corte normanna del Regno di Sicilia.

## Biografia

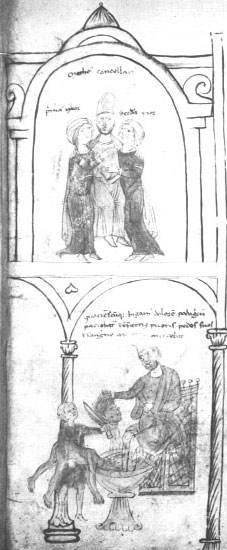
Matteo descritto da Pietro da Eboli nel Liber ad honorem Augusti

### Carriera durante il regno di Guglielmo I

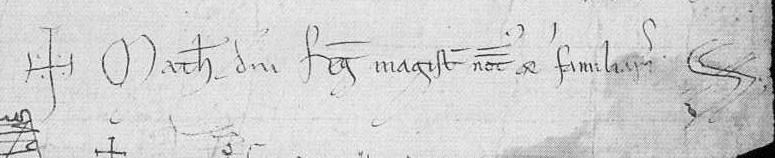
Firma di Matteo come magister notarius del 1157

Matteo è documentato come notaio della cancelleria normanna (notarius domini regis) dal 1154 al 1160. In questo periodo era al seguito di Maione di Bari che reggeva le redini dello stato in vece del poco presente re Guglielmo I. Il suo legame con Maione, anch'egli di origini non nobili, diventò sempre più stretto e l'ammiraglio gli affidò incarichi sempre più importanti: nel 1156 Matteo partecipò alla redazione del trattato di Benevento insieme al vescovo di Salerno Romualdo II Guarna.
Maione, inviso alla nobiltà normanna che lo accusava di usurpare il governo del regno, nel 1159 cadde vittima di una congiura capeggiata da Matteo Bonnel; Matteo da Salerno riuscì a sfuggire all'agguato mentre il re Guglielmo venne prima fatto prigioniero e poi reinsediato dal popolo. Il sovrano richiamò a corte Matteo e gli affidò l'incarico di ricompilare alcuni registri (tra cui il Catalogus baronum) che erano andati distrutti durante la sommossa.
La stima del re per Matteo era tale che il funzionario nel 1166 compare come magister notarius ed in seguito gli fu affidato il governo dello stato insieme a Riccardo Palmer, al vescovo eletto di Siracusa ed al caid Pietro, un musulmano.

### Consigliere della regina Margherita

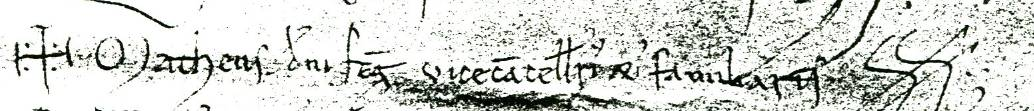
Firma di Matteo come vicecancelliere del 1182

Alla morte di Guglielmo (1166), secondo le ultime volontà di quest'ultimo, Matteo fece parte (con il gaito Pietro e con il vescovo di Siracusa Riccardo), del consiglio che affiancava la regina Margherita nella conduzione del regno, essendo il figlio Guglielmo non ancora maggiorenne. 
Tuttavia la regina, diffidando dei feudatari e del consiglio, preferì farsi circondare da alcuni suoi familiari: suo fratello, Enrico, giunse subito dalla Navarra ed ebbe il feudo di Montescaglioso; ma soprattutto suo cugino, Stefano di Perche, fu nominato cancelliere del regno, generando i risentimenti della corte ed in particolare di Matteo che aspirava a quel titolo. Alla fine i favoritismi verso i navarresi e i francesi finirono per infastidire anche la parte musulmana della corte che fino ad allora aveva goduto del favore del re grazie ai propri meriti e alle proprie capacità. Stefano di Perche, avvertendo i pericoli di una congiura, fece arrestare molti dei funzionari della corona tra cui anche Matteo; tuttavia quest'ultimo, dal carcere, riuscì comunque ad organizzare una sommossa che costrinse Stefano di Perche a lasciare la Sicilia nel 1168.
Si formò quindi un nuovo gabinetto di dieci familiares regis, ovvero di consiglieri, tra cui figuravano, oltre a Matteo, il navarrese Enrico di Montescaglioso (fratello della regina), Riccardo Palmer, Romualdo II Guarna e Gualtiero (a volte, erroneamente detto Offamilio) (precettore del giovane re) che fu eletto arcivescovo di Palermo.
Dal dicembre 1169 Matteo compare nei documenti come vicecancelliere.

### Consigliere di re Guglielmo II
Quando Guglielmo II di Sicilia entrò nella maggiore età, le personalità di spicco del gruppo dei familiares regis erano appunto Matteo e Gualtiero, definiti dal cronista Riccardo di San Germano "le due più solide colonne del Regno".
Insieme riuscirono a dare stabilità alla nazione e Matteo organizzò lo stato secondo un insieme di leggi che sarebbero state le basi delle Costituzioni di Melfi di Federico II. Matteo fu, inoltre, promotore di diverse opere tra cui l'ospedale San Giovanni di Dio di Salerno (1181, forse il primo esempio di ospedale civile d'Italia) il Convento di San Biagio sempre in Salerno e la Magione di Palermo.
I due consiglieri tuttavia mostravano diversità di vedute per ciò che riguardava la politica estera: in particolare Matteo non vedeva di buon occhio la politica filo-imperiale di Gualtiero, che culminò nel matrimonio tra Costanza d'Altavilla ed Enrico VI.
Infatti Matteo era cresciuto nella multietnica corte normanna, a differenza di Gualtiero, e capiva i pericoli di un potente alleato che non avrebbe inteso i delicati equilibri dello stato siciliano. Per queste sue posizioni Matteo fu sempre malvisto e screditato dai cronisti filo-svevi: Pietro da Eboli, nel suo Liber ad honorem Augusti, arriverà ad accusarlo di bigamia e di stregoneria.

### Cancelliere di Tancredi
Alla morte di Guglielmo II senza eredi il Regno precipitò nel caos a causa della guerra tra i pretendenti al trono: ovviamente Matteo, anche se già anziano e malato di gotta, si schierò con Tancredi di Lecce. In particolare la propaganda di Matteo contro Ruggero di Andria danneggiò quest'ultimo e assicurò a Tancredi la corona. Inoltre furono le esortazioni di Matteo che portarono il papa Clemente III a sostenere la causa del principe normanno contro l'imperatore Enrico VI. Per questi motivi Tancredi elesse Matteo a cancelliere, il primo dopo la cacciata di Stefano di Perche nel 1168.
La salute di Matteo continuò a peggiorare e la morte lo colse nel 1193. Egli lasciò due figli, Riccardo e Niccolò, che ebbero una certa influenza nella vita del regno e continuarono la politica anti-sveva del padre.

## La famiglia
La madre Marotta è morta nel 1173; il padre Nicola è morto il 6 agosto, ma è noto l'anno. Il fratello Costantino era abate della Santissima Trinità di Venosa; il fratello Giovanni, vescovo di Catania e il fratello Ruggero magister iudex a Sorrento. La prima moglie Sica è morta prima del 1171, la seconda moglie Giuditta il 25 giugno 1180. Il figlio Niccolò (Nicola) fu arcivescovo di Salerno dal 1182 al 1221.